# Welterbe in Island
Zum Welterbe in Island gehören (Stand 2019) drei UNESCO-Welterbestätten, darunter eine Stätte des Weltkulturerbes und zwei Stätten des Weltnaturerbes. Island hat die Welterbekonvention 1995 ratifiziert, die erste Welterbestätte wurde 2004 in die Welterbeliste aufgenommen. Die dritte und bislang letzte Welterbestätte wurde 2019 eingetragen.

## Welterbestätten
Die folgende Tabelle listet die UNESCO-Welterbestätten in Island in chronologischer Reihenfolge nach dem Jahr ihrer Aufnahme in die Welterbeliste (K – Kulturerbe, N – Naturerbe, K/N – gemischt, (G) – auf der Liste des gefährdeten Welterbes).
| Bild                     | Bezeichnung                     | Jahr | Typ | Ref. | Beschreibung |
| ------------------------ | ------------------------------- | ---- | --- | ---- | --- |
| Nationalpark Þingvellir  | Nationalpark Þingvellir (Lage)  | 2004 | K   | 1152 | Þingvellir befindet sich 40 km östlich von Reykjavík. Hier fand seit 930 die traditionelle gesetzgebende Versammlung Althing statt. |
| Insel Surtsey            | Insel Surtsey (Lage)            | 2008 | N   | 1267 | Surtsey ist eine Vulkaninsel, die am 14. November 1963 entstand. An der Insel wird erforscht, wie neues Land von Lebewesen erobert wird. |
| Vatnajökull-Nationalpark | Vatnajökull-Nationalpark (Lage) | 2019 | N   | 1604 | Der Vatnajökull ist mit einer Oberfläche von 8.100 km² Europas größter Gletscher. Die Einzigartigkeit des 14.200 km² umfassenden Vatnajökull-Nationalparks liegt hauptsächlich in seiner großen Vielfalt an landschaftlichen Besonderheiten, welche durch eine Kombination aus Flüssen, Gletschern, Vulkanismus und geothermaler Aktivität entstanden. Nicht eingetragen wurden das Jökulsá á Fjöllum Flussbett und der nördliche Dettifoss - Ásbyrgi Teil des Vatnajökull-Nationalpark. |

## Tentativliste
In der Tentativliste sind die Stätten eingetragen, die für eine Nominierung zur Aufnahme in die Welterbeliste vorgesehen sind. 

### Aktuelle Welterbekandidaten
Derzeit (2019) sind sechs Stätten in der Tentativliste von Island eingetragen, die letzte Eintragung erfolgte 2013. Die folgende Tabelle listet die Stätten in chronologischer Reihenfolge nach dem Jahr ihrer Aufnahme in die Tentativliste.
| Bild                                               | Bezeichnung                                               | Jahr | Typ | Ref. | Beschreibung |
| -------------------------------------------------- | --------------------------------------------------------- | ---- | --- | ---- | --- |
| Naturreservat Breiðafjörður                        | Naturreservat Breiðafjörður (Lage)                        | 2011 | K/N | 5585 | Etwa die Hälfte des Gezeitenbereiches von Island liegt hier und der Tidenhub kann 6 m erreichen. Die große Gezeitenzone hat eine bedeutende biologische Vielfalt vorzuweisen ebenso wie besonders viele Einzelexemplare. Bedeutend ist die Insel Flatey. Auf ihr befand sich im Mittelalter eine Abtei von Augustiner-Chorherren. Die Insel war jahrhundertelang auch ein wichtiger Handelsumschlagplatz.                |
| Mývatn und Laxá                                    | Mývatn und Laxá (Lage)                                    | 2011 | N   | 5586 | Der See Mývatn hat seinen Namen von den im Sommer teilweise sehr großen Mückenschwärmen, die die Grundlage für den beachtlichen Fischreichtum und die vielfältige Entenpopulation sind. Sehr viele Vogelarten brüten in dieser Region. Der Laxá í Aðaldal ist der Abfluss des Sees. Rund um den See kann man auf Inseln und Halbinseln Pseudokrater und diverse Lavaformationen sehen.                                   |
| Monumente und Stätten der Wikinger                 | Monumente und Stätten der Wikinger                        | 2011 | K   | 5587 | Der Nationalpark Þingvellir, der bereits einzeln als Weltkulturerbe anerkannt ist (Ref. 1152), wird als Bestandteil einer internationalen Welterbestätte vorgeschlagen, die neun Stätten der Wikinger aus sechs Staaten umfasst. Þingvellirs Bedeutung liegt dabei in dem seit 930 hier tagenden Althing. |
| Nationalpark Þingvellir                            | Nationalpark Þingvellir                                   | 2011 | N   | 5588 | Þingvellir liegt inmitten einer Grabenbruchzone (Riftzone) und umgeben von vier aktiven Vulkansystemen. Hier wird auch das Auseinanderdriften der amerikanischen und europäischen tektonischen Platten durch imposante Felsspalten und Risse sichtbar. Im See Þingvallavatn leben sehr viele Fische. Der bereits als Weltkulturerbe (Ref. 1152) anerkannte Nationalpark wird zusätzlich als Weltnaturerbe vorgeschlagen. |
| Die Torfhof-Tradition                              | Die Torfhof-Tradition                                     | 2011 | K   | 5589 | Durch Holzmangel in Island entwickelte sich diese spezielle Hausform. Sie war im ganzen Land verbreitet und wurde bis zur Mitte des 20. Jahrhunderts bewohnt. Es handelt sich um 14 Einzeldenkmäler, darunter der bereits 2001 einzeln vorgeschlagene Hof Víðimýri |
| Vulkansystem Torfajökull / Naturreservat Fjallabak | Vulkansystem Torfajökull / Naturreservat Fjallabak (Lage) | 2013 | N   | 5817 | Der Torfajökull ist ein 1190 Meter hoher aktiver Vulkan im Süden von Island. Er ist nur noch teilweise vom namensgebenden Gletscher mit einer Fläche von 15 km² bedeckt. Zu seinem Bereich gehören die warmen Quellen von Landmannalaugar. Ein Teil der Umgebung des Vulkans steht als Naturreservat Fjallabak unter Naturschutz.                                                                                        |

### Ehemalige Welterbekandidaten
Diese Stätten standen früher auf der Tentativliste, wurden jedoch wieder zurückgezogen oder von der UNESCO abgelehnt. Stätten, die in anderen Einträgen auf der Tentativliste enthalten oder Bestandteile von Welterbestätten sind, werden hier nicht berücksichtigt.
| Bild                 | Bezeichnung          | Jahr      | Typ | Ref. | Beschreibung |
| -------------------- | -------------------- | --------- | --- | ---- | --- |
| Gásar                | Gásar (Lage)         | 2001–2011 | K   | 1608 | Gásar, südlich der Mündung des Flusses Hörgsá gelegen, war im Mittelalter der wichtigste Hafen und Handelsplatz Nordislands. Der Ort wurde 1391 letztmals schriftlich erwähnt. |
| Reykholt             | Reykholt             | 2001–2011 | K   | 1609 | Reykholt war im Mittelalter eines der geistigen Zentren der Insel |
| Herðubreið und Askja | Herðubreið und Askja | 2001–2011 | N   | 1612 | Die Vulkane Herðubreið und Askja |